# 怒火狂殺
《怒火狂殺》（英語：Rampage）是一部2009年加拿大和德國合拍的驚悚片，由烏維·鮑爾執導，主演包括布萊登·佛雷切、麥可·派瑞、肖恩·西珀斯、馬特·弗里沃和琳達·博伊德。劇情講述比爾（Bill，佛雷切飾演）是偶爾會到修車廠工作、對於前途一片迷茫的美國青年，因此比爾的父母不斷地和他討論希望他搬出去獨立生活。生活諸事不順的比爾在壓力的累積下，他認為世界對自己並不公平，並打算使用偷偷藏起來的防彈裝備和槍械，將小鎮的居民們血洗、肅清。
《怒火狂殺》僅在德國的一間戲院上映，之後便以影帶首映的方式發行。本片為烏維·鮑爾首部獲得正面評價的電影。續集《怒火狂殺2：資本的懲罰》於2014年8月19日推出。

## 劇情
在美國俄勒岡州虛構小鎮溫柔鄉（Tenderville），23歲的比爾·威廉森與父母同住，做著一份低薪的機械技師工作，世界問題、無處不在的電視與廣播的負面報導總是圍繞著自己。21歲的艾文·卓林斯是比爾唯一的朋友，總是對自己的政治觀點直言不諱。比爾的父母要求兒子搬出去，但總被他逃避。比爾去上班途中停下來買咖啡，當對咖啡不滿意時與店面老闆發生爭執。工作時，比爾修造一輛私人車輛，直到被車廠老闆打斷，老闆更居高臨下地駁回了比爾的加薪請求。之後，比爾與艾文在一間炸雞餐廳用餐，女店員不佳的服務惹怒了比爾；在與艾文談話期間，比爾稱總是抱怨社會的艾文光說不練。
回到家裡，比爾打印出假錢，然後製作了一套裝備：AR-500鋼製防彈衣、防彈頭盔和彩彈面罩，以及兩支衝鋒槍、兩把半自動手槍和兩把刀。隔天早上，比爾告訴上班前的父母自己今天請假留在家中，打算填寫大學申請書，這令父母感到高興。比爾前往市中心，首先用一輛裝有炸彈的遙控改裝貨車對警察總部進行汽車炸彈襲擊，使警察系統癱瘓。然後他穿過街道，用衝鋒槍隨意射擊人們，並停下來嘲笑並射殺了之前與自己鬧不愉快的咖啡店老闆。兩名警察向他開槍，但比爾的盔甲擋住了子彈，並反過來殺死了那兩名警察。他走進一家擠滿了女性的沙龍，摘下面具喝了一杯，然後離開。原本沒有開槍射殺任何人的他，發現自己的臉被人看見，於是又折返回來屠殺了店內的所有人。
比爾趁人不注意走進一家賓果遊戲廳，點了一份三明治、騷擾了主人，眾人對他沒太大反應，也沒人抬頭看自己；他發現這裡的長輩們活不久，所以決定離開，沒有朝任何人開槍。比爾進入當地一家銀行，殺死了保全，然後射殺了一些試圖制伏自己的員工和顧客。他開始搶劫銀行，迫使經理將保險箱的錢裝滿垃圾袋，然後在銀行外，偷偷將垃圾袋的錢與先前引好的假錢互換，並將袋子放入垃圾桶中燒毀，大喊錢一文不值並造成世界問題。
比爾殺死了曾與自己及艾文發生爭執的餐廳女店員。比爾打給艾文，艾文正在附近的森林裡等著他玩一場漆彈遊戲。比爾開車前往森林，被麥沃伊警長帶領的幾名警察追趕。比爾用炸藥殺死了大部分警察，然後逃進森林，被唯一倖存的麥沃伊追著。比爾用刀偷襲了麥沃伊，令對方失血過多而死。比爾用電擊槍制伏艾文後將一把手槍放在他手中，朝對方的頭部開槍，造成自殺的假象。比爾還將盔甲套裝和武器穿在艾文的屍體上，利用原先準備好的車離開森林，並在桶中燒毀了剩餘的證據。
比爾在父母到達之前回到家，講述了鎮上殺戮的恐怖故事；此時新聞電視台報導稱，他們已確認兇手是艾文，且至少有93人在這場暴亂中喪生。比爾在房間裡收拾行李和偷來的銀行錢時，聽到當地電視新聞報導稱警方逮捕了艾文的父親，對方是越南戰爭期間的一名激進活動人士，還聲稱兒子無罪、指控比爾才是犯人。比爾把偷來的錢裝滿一個行李箱，準備離開。
電影最後的一段影像顯示，比爾認為世界人口過剩，於是實行大屠殺，接著打算進一步減少世界人口。一條文字表明比爾從那時起失去行蹤，這段影像直到兩年後才在網路上放出。

## 演員
- 布萊登·佛雷切飾演比爾·威廉森（Bill Williamson）
- 麥可·派瑞飾演麥沃伊警長（Sheriff Melvoy）
- 肖恩·西珀斯飾演艾文·卓林斯（Evan Drince）
- 琳達·博伊德（英语：Lynda Boyd）飾演莎拉·威廉森（Sarah Williamson）
- 馬特·弗里沃飾演艾倫·威廉森（Alan Williamson）
- 布倫特·霍奇（英语：Brent Hodge）飾演賓果廳服務員
- 凱薩琳·伊莎貝拉（英语：Katharine Isabelle）飾演美容師#2

## 續集
2014年1月9日，《好萊塢報導》透露，烏維·鮑爾開始計劃續集。布萊登·佛雷切回歸飾演比爾·威廉森。首支預告於2014年1月31日釋出。

## 外部連結
- 互联网电影数据库（IMDb）上《怒火狂殺》的资料（英文）